# Samowolka (film)
Samowolka – film polski z 1993 roku w reżyserii Feliksa Falka. Film demaskujący kulisy życia w polskich koszarach wojskowych na początku lat 90. XX wieku, a zwłaszcza zjawisko tzw. fali.

## Opis fabuły
Do jednostki wojskowej przyjeżdżają nowi żołnierze. W jednostce służy rezerwista "Tygrys", który niedawno wyszedł z więzienia i odznacza się sadystycznym postępowaniem wobec poborowych. Przełożeni są bezradni wobec jego wybryków, a "Tygrys" zawsze czuje się bezkarny. Pierwsze dni pobytu w jednostce są nieprzyjemne dla młodych poborowych, są bowiem szykanowani przez starszych kolegów. Gdy jeden z poborowych, Kowalski (niedoszły student prawa) z trzeciej drużyny pierwszego plutonu, broni swoich kolegów, sam zostaje za to surowo ukarany. Sytuacja staje się coraz bardziej napięta, a punktem kulminacyjnym jest krótkotrwałe samowolne oddalenie się nocą poza teren jednostki przez dwóch poborowych.

## Obsada
- Robert Gonera – szeregowy Robert Kowalski
- Aleksander Gawek – szeregowy Kazik Michalak
- Paweł Iwanicki – szeregowy Kinder
- Mariusz Jakus – rezerwista Jan Jabłoński "Tygrys"
- Krzysztof Zaleski – sierżant Waldemar Kufel
- Marcin Jędrzejewski – kapral Ludwiński
- Robert Latusek – kapral Grelak
- Bartosz Żukowski – kelner Grzelak
- Tomasz Łysiak – "Wicek" Dziuba
- Adam Szyszkowski – Wicek Janiszewski
- Paweł Kozłowski – Wicek
- Krzysztof Szczygieł – starszy szeregowy Pawelec
- Robert Więckiewicz – Romek
- Zbigniew Suszyński – Andrzej
- Marek Cichucki – Wojtek
- Paweł Burczyk – donosiciel z trzeciej drużyny
- Tadeusz Falana – porucznik Lucjan Jaworski, dowódca kompanii
- Rafał Walentowicz – dowódca plutonu
- Grzegorz Klein – kapral Lech
- Piotr Michalski – dyżurny Paluch
- Renata Dancewicz – Anka, dziewczyna Kowalskiego
- Aleksandra Woźniak – Jaga, koleżanka Anki
- Michał Żebrowski – dyżurny / "ogon" Pawlik
- Jacek Braciak – "ogon"
- Adam Probosz – "ogon"

## Nagrody
- 1993 - 18. Festiwal Polskich Filmów Fabularnych w Gdyni:
  - Nagroda indywidualna za reżyserię - Feliks Falk
  - Najlepsza drugoplanowa rola męska - Mariusz Jakus
  - Nagroda indywidualna za montaż - Ewa Smal
- 1994 - Festiwal Polskiej Twórczości Telewizyjnej: nagroda za scenariusz - Piotr Kokociński Festiwal Polskiej Twórczości